# 小城得達
小城 得達（おぎ ありたつ、1942年12月10日 - ）は、広島県広島市千田町（現・中区）出身の元サッカー選手（FW、MF、DF）・コーチ・監督。
昭和40年代を代表する名選手の1人であり、釜本邦茂・杉山隆一・宮本輝紀と共に当時のスタープレイヤーの一人。現役時代はフォワードもミッドフィルダーもディフェンダーもこなしたオールラウンドプレーヤーで、日本代表として東京五輪およびメキシコ五輪でフル出場を果たし、メキシコでは銅メダル獲得に貢献。
前広島県サッカー協会会長。

## 来歴
実家は材木店を営んでいたが、2歳の夏に爆心地に近い千田町で被爆。倒れた柱と柱が隙間を作り、母と姉と共に助かる。広島大学附属小学校時代はサッカーを楽しむ程度であり、ちょうど広島カープが誕生したため野球が大好きになり、体もひ弱であったため野球に興じる。広大附属中学へ進学すると軟式野球部に入部し、内野や外野どこでも守っていた。1958年に広大附属高校に進学すると当時野球部が無かったため、サッカー部へ入部。当時の広大附属は、3年先輩に鬼武健二・大島治男、2年先輩に丹羽洋介、1年先輩に桑田隆幸・野村尊敬、同級に桑原楽之・溝手顕正・船本幸路らがいて、長沼健らを擁した戦後すぐ以来の黄金期と呼べる時代であった。高校に進むと背がぐっと伸びて数人の先輩が卒業すると1年生からレギュラーを掴み、MFとして高校サッカーに出場して山城に1-2で準優勝。2年次の1959年の国体でも浦和市立に0-1で準優勝、3年次の1960年にも高校サッカーに出場して優勝候補と見られていたものの、秋田商に0-1で準々決勝敗退したが大会優秀選手の一人に選ばれる。高校時代に国体、選手権と4度も全国大会に出場するも優勝は無かったが、1960年にソ連の強豪チーム・FCロコモティフ・モスクワが来日して広島市民球場で全広島選抜と対戦することになり、その社会人を含めた全広島選抜のメンバーに高校3年ながら選ばれ、後半から途中出場。一部メディアでは天才少年と評価され、同年には岡野俊一郎監督率いるアジアユース代表に選出されてAFCユース選手権1961に出場。高校卒業後の1961年には桑原と共に中央大学へ進学し、2年次の1962年からレギュラーを掴む。同世代の先輩に野村六彦・片伯部延弘・岡光龍三、同期に桑原、後輩に山口芳忠・水口洋次がいた。1962年には関東大学サッカーリーグ戦・東西学生王者・インカレ・天皇杯の4冠を達成して公式戦無敗を記録し、特に天皇杯での決勝は長沼健・平木隆三・川淵三郎・宮本征勝・鎌田光夫・保坂司と代表選手を揃え3連覇を狙った古河電工を相手にしたものであった。この時の活躍が認められて長沼が率いるA代表に定着し、1963年6月9日の西ドイツ・ジュニア代表戦で代表デビューを果たすと、東京オリンピック直前の合宿で代表レギュラーを掴んだ。1964年の東京オリンピックでは10番を付けたMFであったが、主に相手のエースをマンマークする仕事を与えられ全試合出場を果たし、グループリーグのアルゼンチン戦では決勝ゴールを決めベスト8進出に貢献。177cmと当時としては長身でパワフルと際立った特徴を持ち、デットマール・クラマーから代表の中心選手として指名された。38mも投げるスローインは代表の攻撃パターンの一つであった。
大学卒業後の1965年は多くのチームからの勧誘のある中、故郷の広島に戻って東洋工業に入社。この年からJSLが始まり、山崎芳樹部長、小畑実総監督、下村幸男監督を含めほとんど広島出身者という東洋工業は、強い結束力と縦横無尽のパスワークで攻撃的サッカーを展開する。初年度の同年を12勝2分無敗で優勝し、1966年にかけて23連勝とチームは無敵を誇る。1968年までリーグ4連覇の金字塔を樹立し、JSL27回の歴史で最多の5回の優勝を飾った。更に3度の天皇杯制覇（1965年・1967年・1969年）と黄金時代を築いた。その中で小城は主にMFとしてプレーし、高い身体能力を持ち合わせロングパスを駆使するゲームメーカーで、プレースキックやPKの名手とも言われた。相手チームから小城にはボールを絶対に渡すなとマークされ、1970年には下村にスイーパー（リベロ）にコンバートされる。1965年と1970年には2度の日本年間最優秀選手賞を受賞し、1966年にはリーグ得点王（14うちPK10）で、1971年から1976年まではキャプテンを務めた。1968年メキシコシティオリンピックで、日本は酸素の薄い高地・メキシコに合わせた省エネ作戦を行い、4DFの後ろにスイーパーを置いて5人ないし6人で守り、釜本邦茂・杉山隆一コンビの速攻を生かす作戦で銅メダルを獲得。その中で小城はセンターバックとして活躍、攻撃面でも質の高いロングフィードを前線へ送った。PKの名手としても知られ、1966年JSL2年目のリーグ得点王は、14点のうち10本がPKだった。代表戦でもPKを蹴り百発百中で、相手キーパーの動作を巧みに読み取り失敗することはなかった。代表では主にDFとしてプレーし、その恵まれた身体能力で相手FWのマークを担当。代表戦の出場数は213、うち国際Aマッチは62試合出場で11得点、Cマッチまで合わせると39得点であり、これはメキシコ五世代では釜本や宮本に次ぐ数字である。日本代表史上最強のゲームメーカーとも称されたほか、気性の激しい選手としても知られ、負けん気の強さと地道な努力で、フィジカル・トレーニングを真剣に取り組み強靭な体を作り上げた。「ヤツは重量挙げの選手に転向したんじゃないか」という冗談が囁かれたこともあり、「釜本がキレたら小城が抑えるが、小城がキレたら誰も抑えられない」という逸話も残っている。1976年には1年だけコーチを兼任し、同年に現役を引退。
引退後の1977年には監督として東洋工業を率い、オイルショックの影響による親会社の業績不振に伴ってチームは全盛期から衰退しつつあったが、就任直後にリーグ4位と久しぶりにAクラス入りを果たす。1978年には天皇杯準優勝など一時的に建て直しに成功し、退任後も東洋工業→マツダにそのまま勤務する傍ら、地元のサッカー教室で指導にあたっていた。定年退職後は再びサッカー界に戻り、2007年まで日本サッカーリーグマッチコミッショナーを務めた。2003年より広島市立己斐上中学校でコーチとして活躍している。2005年、野村尊敬のあとを受け広島県サッカー協会会長に就任した。2006年、日本サッカー殿堂入り。2017年、旭日双光章を受章した。

## 略歴
- 1958年 - 1960年 広島大付高校
- 1961年 - 1964年 中央大学
- 1965年 - 1976年 東洋工業
- 1976年 東洋工業コーチ （※選手兼任）
- 1977年 - 1980年 東洋工業監督
- 2005年 - 現在 広島県サッカー協会会長

## 個人成績
| 国内大会個人成績 | 国内大会個人成績 | 国内大会個人成績 | 国内大会個人成績 | 国内大会個人成績 | 国内大会個人成績           | 国内大会個人成績 | 国内大会個人成績 | 国内大会個人成績 | 国内大会個人成績 | 国内大会個人成績 | 国内大会個人成績 |
| 年度             | クラブ           | 背番号           | リーグ           | リーグ戦         | リーグ戦                   | リーグ杯         | リーグ杯         | オープン杯       | オープン杯       | 期間通算         | 期間通算         |
| 年度             | クラブ           | 背番号           | リーグ           | 出場             | 得点                       | 出場             | 得点             | 出場             | 得点             | 出場             | 得点             |
| 日本             | 日本             | 日本             | 日本             | リーグ戦         | リーグ戦                   | JSL杯            | JSL杯            | 天皇杯           | 天皇杯           | 期間通算         | 期間通算         |
| ---------------- | ---------------- | ---------------- | ---------------- | ---------------- | -------------------------- | ---------------- | ---------------- | ---------------- | ---------------- | ---------------- | ---------------- |
| 1965             | 東洋             |                  | JSL              | 14               | 9                          | -                | -                |                  |                  |                  |                  |
| 1966             | 東洋             |                  | JSL              | 14               | 14                         | -                | -                |                  |                  |                  |                  |
| 1967             | 東洋             |                  | JSL              | 12               | 5                          | -                | -                |                  |                  |                  |                  |
| 1968             | 東洋             |                  | JSL              | 14               | 5                          | -                | -                |                  |                  |                  |                  |
| 1969             | 東洋             |                  | JSL              | 13               | 6                          | -                | -                |                  |                  |                  |                  |
| 1970             | 東洋             |                  | JSL              | 14               | 2                          | -                | -                |                  |                  |                  |                  |
| 1971             | 東洋             |                  | JSL              | 14               | 1                          | -                | -                | -                | -                | 14               | 1                |
| 1972             | 東洋             |                  | JSL1部           | 14               | 4                          | -                | -                |                  |                  |                  |                  |
| 1973             | 東洋             |                  | JSL1部           | 18               | 4                          |                  |                  |                  |                  |                  |                  |
| 1974             | 東洋             |                  | JSL1部           | 9                | 1                          | -                | -                |                  |                  |                  |                  |
| 1975             | 東洋             |                  | JSL1部           | 18               | 5                          | -                | -                |                  |                  |                  |                  |
| 1976             | 東洋             |                  | JSL1部           | 9                | 1                          |                  |                  |                  |                  |                  |                  |
| 通算             | 日本             | 日本             | JSL1部           | 163              | 57\|\|\|\|\|\|\|\|\|\|\|\| |                  |                  |                  |                  |                  |                  |
| 総通算           | 総通算           | 総通算           | 総通算           | 163              | 57\|\|\|\|\|\|\|\|\|\|\|\| |                  |                  |                  |                  |                  |                  |

## 個人タイトル
- 日本年間最優秀選手賞（フットボーラー・オブ・ザ・イヤー） : 1965年、1970年
- JSL得点王 : 1966年
- JSL年間優秀11人賞（ベスト11） : 1966年、1967年、1968年、1969年、1970年、1971年、1972年

## 代表歴

### 出場大会
- 1964年東京オリンピック（ベスト8）
- アジア競技大会（1966, 1970, 1974）
- 1968年メキシコシティーオリンピック（銅メダル）
- 1970 FIFAワールドカップ・アジア・オセアニア予選
- 1972年ミュンヘンオリンピック予選
- 1974 FIFAワールドカップ・アジア・オセアニア予選
- 1976年モントリオールオリンピック予選

### 試合数
- 国際Aマッチ 62試合 11得点(1963-1976)

| 日本代表 | 国際Aマッチ | 国際Aマッチ | その他 | その他 | 期間通算 | 期間通算 |
| 年       | 出場        | 得点        | 出場   | 得点   | 出場     | 得点     |
| -------- | ----------- | ----------- | ------ | ------ | -------- | -------- |
| 1963     | 1           | 0           | 6      | 2      | 7        | 2        |
| 1964     | 1           | 0           | 11     | 3      | 12       | 3        |
| 1965     | 2           | 0           | 9      | 2      | 11       | 2        |
| 1966     | 7           | 2           | 10     | 6      | 17       | 8        |
| 1967     | 5           | 3           | 18     | 4      | 23       | 7        |
| 1968     | 3           | 0           | 21     | 1      | 24       | 1        |
| 1969     | 4           | 0           | 17     | 3      | 21       | 3        |
| 1970     | 13          | 2           | 15     | 0      | 28       | 2        |
| 1971     | 5           | 2           | 12     | 2      | 17       | 4        |
| 1972     | 8           | 2           | 11     | 4      | 19       | 6        |
| 1973     | 5           | 0           | 7      | 0      | 12       | 0        |
| 1974     | 6           | 0           | 14     | 3      | 20       | 3        |
| 1975     | 0           | 0           | 1      | 0      | 1        | 0        |
| 1976     | 2           | 0           | 0      | 0      | 2        | 0        |
| 通算     | 62          | 11          | 152    | 30     | 214      | 41       |

### 出場
| No. | 開催日         | 開催都市         | スタジアム                               | 対戦相手             | 結果       | 監督       | 大会                 |
| --- | -------------- | ---------------- | ---------------------------------------- | -------------------- | ---------- | ---------- | -------------------- |
| 1.  | 1963年08月08日 | クアラルンプール |                                          | マレーシア           | ○4-3       | 長沼健     | ムルデカ大会         |
| 2.  | 1964年10月16日 | 東京都           | 駒沢オリンピック公園総合運動場陸上競技場 | ガーナ               | ●2-3       | 長沼健     | オリンピック         |
| 3.  | 1965年03月25日 | シンガポール     |                                          | シンガポール         | ○4-1       | 長沼健     | 国際親善試合         |
| 4.  | 1965年03月27日 | クアラルンプール |                                          | マレーシア           | △1-1       | 長沼健     | 国際親善試合         |
| 5.  | 1966年12月10日 | バンコク         |                                          | インド               | ○2-1       | 長沼健     | アジア大会           |
| 6.  | 1966年12月11日 | バンコク         |                                          | イラン               | ○3-1       | 長沼健     | アジア大会           |
| 7.  | 1966年12月14日 | バンコク         |                                          | マレーシア           | ○1-0       | 長沼健     | アジア大会           |
| 8.  | 1966年12月16日 | バンコク         |                                          | シンガポール         | ○5-1       | 長沼健     | アジア大会           |
| 9.  | 1966年12月17日 | バンコク         |                                          | タイ                 | ○5-1       | 長沼健     | アジア大会           |
| 10. | 1966年12月18日 | バンコク         |                                          | イラン               | ●0-1       | 長沼健     | アジア大会           |
| 11. | 1966年12月19日 | バンコク         |                                          | シンガポール         | ○2-0       | 長沼健     | アジア大会           |
| 12. | 1967年09月27日 | 東京都           | 国立霞ヶ丘競技場陸上競技場               | フィリピン           | ○15-0      | 長沼健     | オリンピック予選     |
| 13. | 1967年09月30日 | 東京都           | 国立霞ヶ丘競技場陸上競技場               | チャイニーズタイペイ | ○4-0       | 長沼健     | オリンピック予選     |
| 14. | 1967年10月03日 | 東京都           | 国立霞ヶ丘競技場陸上競技場               | レバノン             | ○3-1       | 長沼健     | オリンピック予選     |
| 15. | 1967年10月07日 | 東京都           | 国立霞ヶ丘競技場陸上競技場               | 韓国                 | △3-3       | 長沼健     | オリンピック予選     |
| 16. | 1967年10月10日 | 東京都           | 国立霞ヶ丘競技場陸上競技場               | 南ベトナム           | ○1-0       | 長沼健     | オリンピック予選     |
| 17. | 1968年03月30日 | シドニー         |                                          | オーストラリア       | △2-2       | 長沼健     | 国際親善試合         |
| 18. | 1968年04月04日 | アデレード       |                                          | オーストラリア       | ○3-1       | 長沼健     | 国際親善試合         |
| 19. | 1968年10月14日 | プエブラ         |                                          | ナイジェリア         | ○3-1       | 長沼健     | オリンピック         |
| 20. | 1969年10月10日 | ソウル           |                                          | オーストラリア       | ●1-3       | 長沼健     | ワールドカップ予選   |
| 21. | 1969年10月12日 | ソウル           |                                          | 韓国                 | △2-2       | 長沼健     | ワールドカップ予選   |
| 22. | 1969年10月16日 | ソウル           |                                          | オーストラリア       | △1-1       | 長沼健     | ワールドカップ予選   |
| 23. | 1969年10月18日 | ソウル           |                                          | 韓国                 | ●0-2       | 長沼健     | ワールドカップ予選   |
| 24. | 1970年07月31日 | クアラルンプール |                                          | 香港                 | ●1-2       | 岡野俊一郎 | ムルデカ大会         |
| 25. | 1970年08月02日 | クアラルンプール |                                          | 韓国                 | △1-1       | 岡野俊一郎 | ムルデカ大会         |
| 26. | 1970年08月04日 | クアラルンプール |                                          | タイ                 | △0-0       | 岡野俊一郎 | ムルデカ大会         |
| 27. | 1970年08月08日 | クアラルンプール |                                          | インドネシア         | ○4-3       | 岡野俊一郎 | ムルデカ大会         |
| 28. | 1970年08月10日 | クアラルンプール |                                          | シンガポール         | ○4-0       | 岡野俊一郎 | ムルデカ大会         |
| 29. | 1970年08月16日 | クアラルンプール |                                          | チャイニーズタイペイ | ○3-2       | 岡野俊一郎 | ムルデカ大会         |
| 30. | 1970年12月10日 | バンコク         |                                          | マレーシア           | ○1-0       | 岡野俊一郎 | アジア大会           |
| 31. | 1970年12月12日 | バンコク         |                                          | クメール             | ○1-0       | 岡野俊一郎 | アジア大会           |
| 32. | 1970年12月14日 | バンコク         |                                          | ビルマ               | ○2-1       | 岡野俊一郎 | アジア大会           |
| 33. | 1970年12月16日 | バンコク         |                                          | インドネシア         | ○2-1       | 岡野俊一郎 | アジア大会           |
| 34. | 1970年12月17日 | バンコク         |                                          | インド               | ○1-0       | 岡野俊一郎 | アジア大会           |
| 35. | 1970年12月18日 | バンコク         |                                          | 韓国                 | ●1-2(延長) | 岡野俊一郎 | アジア大会           |
| 36. | 1970年12月19日 | バンコク         |                                          | インド               | ●0-1       | 岡野俊一郎 | アジア大会           |
| 37. | 1971年07月28日 | コペンハーゲン   |                                          | デンマーク           | ●2-3       | 岡野俊一郎 | 国際親善試合         |
| 38. | 1971年08月13日 | レイキャビク     |                                          | アイスランド         | ○2-0       | 岡野俊一郎 | 国際親善試合         |
| 39. | 1971年09月27日 | ソウル           |                                          | フィリピン           | ○8-1       | 岡野俊一郎 | オリンピック予選     |
| 40. | 1971年09月29日 | ソウル           |                                          | チャイニーズタイペイ | ○5-1       | 岡野俊一郎 | オリンピック予選     |
| 41. | 1971年10月02日 | ソウル           |                                          | 韓国                 | ●1-2       | 岡野俊一郎 | オリンピック予選     |
| 42. | 1972年07月12日 | クアラルンプール |                                          | クメール             | ○4-1       | 長沼健     | ムルデカ大会         |
| 43. | 1972年07月16日 | イポー           |                                          | スリランカ           | ○5-0       | 長沼健     | ムルデカ大会         |
| 44. | 1972年07月18日 | クアラルンプール |                                          | フィリピン           | ○5-1       | 長沼健     | ムルデカ大会         |
| 45. | 1972年07月22日 | クアラルンプール |                                          | マレーシア           | ●1-3       | 長沼健     | ムルデカ大会         |
| 46. | 1972年07月26日 | クアラルンプール |                                          | 韓国                 | ●0-3       | 長沼健     | ムルデカ大会         |
| 47. | 1972年08月04日 | シンガポール     |                                          | フィリピン           | ○4-1       | 長沼健     | ペスタスカン大会     |
| 48. | 1972年08月06日 | シンガポール     |                                          | インドネシア         | ●0-1       | 長沼健     | ペスタスカン大会     |
| 49. | 1972年09月14日 | 東京都           | 国立霞ヶ丘競技場陸上競技場               | 韓国                 | △2-2       | 長沼健     | 日韓定期戦           |
| 50. | 1973年05月16日 | ソウル           |                                          | イスラエル           | ●1-2       | 長沼健     | ワールドカップ予選   |
| 51. | 1973年05月20日 | ソウル           |                                          | 南ベトナム           | ○4-0       | 長沼健     | ワールドカップ予選   |
| 52. | 1973年05月22日 | ソウル           |                                          | 香港                 | ●0-1       | 長沼健     | ワールドカップ予選   |
| 53. | 1973年05月26日 | ソウル           |                                          | イスラエル           | ●0-1(延長) | 長沼健     | ワールドカップ予選   |
| 54. | 1973年06月23日 | ソウル           |                                          | 韓国                 | ●0-2       | 長沼健     | 日韓定期戦           |
| 55. | 1974年02月12日 | シンガポール     |                                          | シンガポール         | ○1-0       | 長沼健     | 国際親善試合         |
| 56. | 1974年02月20日 | 香港             |                                          | 香港                 | △0-0       | 長沼健     | 国際親善試合         |
| 57. | 1974年07月23日 | コンスタンツァ   |                                          | ルーマニア           | ●1-4       | 長沼健     | 国際親善試合         |
| 58. | 1974年09月03日 | テヘラン         |                                          | フィリピン           | ○4-0       | 長沼健     | アジア大会           |
| 59. | 1974年09月05日 | テヘラン         |                                          | マレーシア           | △1-1       | 長沼健     | アジア大会           |
| 60. | 1974年09月07日 | テヘラン         |                                          | イスラエル           | ●0-3       | 長沼健     | アジア大会           |
| 61. | 1976年02月01日 | 東京都           | 国立霞ヶ丘競技場陸上競技場               | ブルガリア           | ●0-3       | 長沼健     | 朝日国際サッカー大会 |
| 62. | 1976年03月17日 | 東京都           | 国立霞ヶ丘競技場陸上競技場               | フィリピン           | ○3-0       | 長沼健     | オリンピック予選     |

### 得点数
| #  | 年月日         | 開催地                       | 対戦国       | スコア | 結果 | 試合概要           |
| -- | -------------- | ---------------------------- | ------------ | ------ | ---- | ------------------ |
| 1  | 1966年12月11日 | タイ、バンコク               | イラン       | 3-1    | 勝利 | アジア競技大会     |
| 2  | 1966年12月17日 | タイ、バンコク               | タイ         | 5-1    | 勝利 | アジア競技大会     |
| 3  | 1967年9月27日  | 日本、東京                   | フィリピン   | 15-0   | 勝利 | メキシコ五輪予選   |
| 4  | 1967年9月30日  | 日本、東京                   | 中華民国     | 4-0    | 勝利 | メキシコ五輪予選   |
| 5  | 1967年10月3日  | 日本、東京                   | レバノン     | 3-1    | 勝利 | メキシコ五輪予選   |
| 6  | 1970年8月8日   | マレーシア、クアラルンプール | インドネシア | 4-3    | 勝利 | ムルデカ大会       |
| 7  | 1970年8月8日   | マレーシア、クアラルンプール | インドネシア | 4-3    | 勝利 | ムルデカ大会       |
| 8  | 1971年9月27日  | 韓国、ソウル                 | フィリピン   | 8-1    | 勝利 | ミュンヘン五輪予選 |
| 9  | 1971年9月27日  | 韓国、ソウル                 | フィリピン   | 8-1    | 勝利 | ミュンヘン五輪予選 |
| 10 | 1972年7月18日  | マレーシア、クアラルンプール | フィリピン   | 5-1    | 勝利 | ムルデカ大会       |
| 11 | 1972年8月4日   | シンガポール                 | フィリピン   | 4-1    | 勝利 | ベスタスカン大会   |

## 監督成績
| 年度 | 所属   | クラブ | リーグ戦 | リーグ戦 | リーグ戦 | リーグ戦 | リーグ戦    | リーグ戦 | カップ戦 | カップ戦 |
| 年度 | 所属   | クラブ | 順位     | 試合     | 勝点     | 勝利     | 引分        | 敗戦     | JSL杯    | 天皇杯   |
| ---- | ------ | ------ | -------- | -------- | -------- | -------- | ----------- | -------- | -------- | -------- |
| 1977 | JSL1部 | 東洋   | 4位      | 18       | 42       | 9        | 2PK勝 2PK敗 | 5        | 予選敗退 | ベスト8  |
| 1978 | JSL1部 | 東洋   | 6位      | 18       | 34       | 7        | 3PK勝 0PK敗 | 8        | 予選敗退 | 準優勝   |
| 1979 | JSL1部 | 東洋   | 6位      | 18       | 33       | 5        | 4PK勝 5PK敗 | 4        | 1回戦    | ベスト8  |
| 1980 | JSL1部 | 東洋   | 7位      | 18       | 15       | 6        | 3           | 9        | ベスト8  | ベスト8  |

## 参考資料
- 小城得達 - 日本サッカーアーカイブ
  - “攻守兼備のMF 努力の人 小城得達（上）”.   日本サッカーアーカイブ. 2012年11月12日閲覧。
  - “攻守兼備のMF 努力の人 小城得達（下）”.   日本サッカーアーカイブ. 2012年11月12日閲覧。
- 代表タイムライン - 日本サッカー協会